# Haptosquilla glyptocercus
Haptosquilla glyptocercus is een bidsprinkhaankreeftensoort uit de familie van de Protosquillidae. De wetenschappelijke naam van de soort is voor het eerst geldig gepubliceerd in 1875 door Wood-Mason.